# اللورد الصغير فونتلروي
اللورد الصغير فونتلروي (بالإنجليزية: Little Lord Fauntleroy)‏، هي أول رواية للأطفال من تأليف المسرحية والروائية الإنجليزية فرانسيس هودسون برنيت. نشرت في الأصل على شكل مسلسل في مجلة سانت نيكولاس بين نوفمبر 1885 وأكتوبر 1886، ثم في كتاب من قبل في سكريبنر في عام 1886. ووضعت بها رسوم توضيحية مرفقة بريشة ريجنالد بيرش والتي بدأت موجة من كتب الأطفال المرفقة بالرسوم، وتعد الرواية سابقة في قانون حقوق النشر عندما فازت صاحبتها عام 1888 بدعوى قضائية ضد إي في سيبوم على حقوق اقتباس العمل إلى مسرحية.

## روابط خارجية
- اللورد الصغير فونتلروي على موقع الموسوعة البريطانية (الإنجليزية)